# Internet Explorer 10
Internet Explorer 10 è la penultima versione di Internet Explorer sviluppata da Microsoft, che ha sostituito Windows Internet Explorer 9.
È stato annunciato per la prima volta il 12 aprile 2011 alla conferenza MIX 11 di Las Vegas, dopo sole quattro settimane dalla pubblicazione di Windows Internet Explorer 9. La versione finale è stata pubblicata per la prima volta in Windows Server 2012 il 4 settembre 2012, ed è stata resa disponibile a un più vasto pubblico il 26 ottobre 2012 insieme a Windows 8.
Internet Explorer 10 introduce una nuova interfaccia grafica nel linguaggio di design Microsoft, appositamente progettata per l'utilizzo sui touch screen dei tablet. La nuova interfaccia è disponibile come app di Windows Store nella nuova schermata Start di tipo "Immersive" in Windows 8, e si affianca a quella tradizionale desktop.
L'obiettivo del team di sviluppo di Internet Explorer 10 è stato raggiungere la piena conformità agli standard HTML5, mediante il supporto completo ai CSS 3 e all'accelerazione hardware per la grafica, ridurre il più possibile il ricorso ai plug-in esterni al browser, e distribuire il lavoro grafico alla GPU e la compilazione in background di JavaScript sui vari core del processore.
Internet Explorer 10 ha inizialmente abbandonato il supporto a Windows Vista e a Windows Server 2008, così come la precedente versione di Internet Explorer aveva abbandonato il supporto per Windows XP.
Successivamente Microsoft ha fatto marcia indietro, ristabilendo il supporto di IE10 per Windows Server 2008 R2, e rendendone disponibile il download manuale e l'aggiornamento automatico.

## Adattamento alla Modern UI

Interfaccia di Internet Explorer 10 nel linguaggio di design Microsoft

Internet Explorer 10 Developer Preview ha mostrato per la prima volta una nuova interfaccia grafica nel linguaggio di design Microsoft, appositamente progettata per l'utilizzo sui touch screen dei tablet. La nuova interfaccia è disponibile come app di Windows Store nella nuova schermata Start di tipo "immersive" di Windows 8, e si affianca a quella tradizionale desktop, che rimane molto simile a Windows Internet Explorer 9, con cui condivide il motore di rendering e la cronologia di esplorazione; tale schermata è infatti quella mostrata su Windows 7.
La nuova interfaccia si presenta con un aspetto minimale, molto simile a Internet Explorer Mobile 9 su Windows Phone 7. Una barra degli indirizzi e una per mostrare le schede aperte compaiono quando necessarie rispettivamente nella parte inferiore e superiore dello schermo. La navigazione è aiutata da un elenco dei siti aggiunti e di quelli visitati di frequente, che viene filtrato durante la digitazione di un indirizzo Web, effettuata tramite una tastiera su schermo. Dalla barra degli indirizzi è anche possibile aggiungere un sito Web alla schermata Start di Windows 8.

### Supporto ai plug-in
Microsoft ha scelto, sul modello di Apple Safari per iOS, di non includere nella nuova interfaccia il supporto ai plug-in, tra cui Microsoft Silverlight, per migliorare la durata delle batterie e per garantire la sicurezza, l'affidabilità e la privacy dell'utente, sottolineando, così, l'importanza della tecnologia HTML5. È comunque possibile visualizzare correttamente i siti web che fanno uso di plug-in impostando la modalità di visualizzazione desktop all'interno della stessa interfaccia nel linguaggio di design Microsoft.
Una speciale versione di Adobe Flash Player, preinstallata in Windows 8 e strettamente integrata nel browser grazie alla collaborazione tra Microsoft e Adobe, fornisce, sia nell'interfaccia nel linguaggio di design Microsoft sia in modalità desktop, il supporto alla riproduzione degli elementi Flash. Tuttavia sono state rimosse dall'interfaccia nel linguaggio di design Microsoft alcune funzionalità che non sono adatte all'input da touch, e non tutti i siti Web possono usare Adobe Flash nell'interfaccia nel linguaggio di design Microsoft: Microsoft e Adobe mantengono, infatti, una blacklist di siti web che non rispettano alcuni parametri come il supporto alle gesture di tipo touch e il moderato impatto sul consumo delle batterie del dispositivo. Nella versione desktop di Internet Explorer 10 sono disponibili le funzionalità più avanzate di Adobe Flash, come il supporto al rollover.

## Scorrimento in avanti
Internet Explorer 10 introduce la nuova funzionalità di scorrimento in avanti (flip ahead in inglese) per agevolare la navigazione attraverso le pagine di un sito Web: il browser è in grado di riconoscere automaticamente l'URL della pagina successiva, quindi basta fare clic sul pulsante che appare a lato della pagina, sia nell'interfaccia nel linguaggio di design Microsoft sia nella versione desktop, per passare alla pagina successiva dell'articolo o dei risultati di ricerca. Questa funzionalità è disattivata per impostazione predefinita poiché richiede l'invio a Microsoft della cronologia di navigazione dell'utente.

## Versioni
Versione di test
| Versione             | Versione estesa | Pubblicato il | Nuove funzionalità | Fornito con                                              | Supporta                                                 |
| -------------------- | --------------- | ------------- | --- | -------------------------------------------------------- | -------------------------------------------------------- |
| 10 Developer Preview | 10.0.8102.0     | 13-9-2011     | Nuova interfaccia nel linguaggio di design Microsoft. Include Platform Preview 3. | Windows 8 Developer Preview, 8 Server Developer Preview  | Windows 8 Developer Preview, 8 Server Developer Preview  |
| 10 Consumer Preview  | 10.0.8250.0     | 29-2-2012     | Nuova opzione per aggiornamenti automatici. Include Platform Preview 5. | Windows 8 Consumer Preview, Server "8" Beta              | Windows 8 Consumer Preview, Server "8" Beta              |
| 10 Release Preview   | 10.0.8400.0     | 31-5-2012     | Integrazione di Adobe Flash, risultati di ricerca sopra l'indirizzo, scorrimento in avanti, nuove voci di menu, segnale Do Not Track attivo per impostazione predefinita. Include Platform Preview 6. | Windows 8 Release Preview, Server 2012 Release Candidate | Windows 8 Release Preview, Server 2012 Release Candidate |
| 10.0                 | 10.0.9200.16384 | 4-9-2012      | | Windows Server 2012                                      | Windows 7, 8, Server 2008 R2, Server 2012                |
| 10.0                 | 10.0.9200.16384 | 26-10-2012    | Windows 8 |                                                          | Windows 7, 8, Server 2008 R2, Server 2012                |
| 10 Release Preview   | 10.0.9200.16438 | 13-11-2012    | |                                                          | Windows 7, Server 2008 R2                                |
| 10.0                 | 10.0.9200.16521 | 26-02-2013    | |                                                          | Windows 7, Server 2008 R2                                |

La tabella non include le versioni "Platform Preview".

### Internet Explorer 10 Developer Preview
Internet Explorer 10 Developer Preview è stato pubblicato il 13 settembre 2011 insieme a Windows 8 Developer Preview, e ha mostrato per la prima volta la nuova interfaccia nel linguaggio di design Microsoft.

### Internet Explorer 10 Consumer Preview
Internet Explorer 10 Consumer Preview è stato pubblicato il 29 febbraio 2012 insieme a Windows 8 Consumer Preview, e ha aggiunto una nuova opzione nella finestra Informazioni su per attivare gli aggiornamenti automatici.

### Internet Explorer 10 Release Preview
Internet Explorer 10 Release Preview è stato pubblicato il 31 maggio 2012 insieme a Windows 8 Release Preview. Ha introdotto le seguenti novità:
- una speciale versione di Adobe Flash è stata integrata direttamente nel browser;
- nell'interfaccia nel linguaggio di design Microsoft, i risultati della ricerca vengono visualizzati subito sopra la barra degli indirizzi;
- la nuova funzionalità di scorrimento in avanti facilita la navigazione attraverso le pagine di un sito Web;
- sono stati aggiunti alcuni nuovi comandi nei menu contestuali, come Incolla e vai, Salva immagine, e Ottieni app per questo sito da cui l'utente può installare l'app offerta dal sito Web che sta visualizzando;
- il segnale Do Not Track viene inviato ai siti Web per impostazione predefinita per un maggiore rispetto della privacy.

## Funzionalità rimosse
Internet Explorer 10 non fornisce né supporta più le seguenti funzionalità:
- commenti condizionali
- filtri e transizioni basati su DirectX (filtri DX)
- comportamenti degli elementi e componenti HTML (HTC)
- isole di dati XML
- Vector Markup Language (VML)

## Conformità agli standard
|          | The HTML5 Test v3.0.21 | ECMAScript Test262 vES5.1 (9-8-2012) |
| IE9      | 138/500 (+5)           | 94,72%                               |
| IE10 PP1 | 137/500 (+5)           | 98,50%                               |
| IE10 PP2 | 227/500 (+6)           | 98,50%                               |
| IE10 PP3 | 307/500 (+6)           | 98,70%                               |
| IE10 PP4 | 307/500 (+6)           | 98,70%                               |
| IE10 PP5 | 316/500 (+6)           | 99,39%                               |
| IE10 PP6 | 319/500 (+6)           | 99,94%                               |
| IE10     | 319/500 (+6)           | 99,94%                               |

1. ↑  10.959 passati, 611 falliti, 0 non caricati su un totale di 11.570.
2. ↑  11.396 passati, 174 falliti, 0 non caricati su un totale di 11.570.
3. ↑  11.420 passati, 150 falliti, 0 non caricati su un totale di 11.570.
4. ↑  11.500 passati, 70 falliti, 0 non caricati su un totale di 11.570.
5. ↑  11.563 passati, 7 falliti, 0 non caricati su un totale di 11.570.

## Stringa agente utente
Internet Explorer 10 utilizza una nuova stringa agente utente. Il token MSIE 9.0 è stato cambiato in MSIE 10.0; analogamente, il token Trident/5.0 è stato cambiato in Trident/6.0.
| Sistema operativo | Architettura | Stringa agente utente |
| ----------------- | ------------ | --- |
| Windows 7         | 32 bit       | Mozilla/5.0 (compatible; MSIE 10.0; Windows NT 6.1; Trident/6.0) |
| Windows 8         | 32 bit       | • modalità standard: Mozilla/5.0 (compatible; MSIE 10.0; Windows NT 6.2; Trident/6.0) - modalità di compatibilità con Windows Internet Explorer 7: Mozilla/4.0 (compatible; MSIE 7.0; Windows NT 6.2; Trident/6.0) |
| Windows 8         | 64 bit       | • versione a 32 bit: Mozilla/5.0 (compatible; MSIE 10.0; Windows NT 6.2; WOW64; Trident/6.0) - versione a 64 bit: Mozilla/5.0 (compatible; MSIE 10.0; Windows NT 6.2; Win64; x64; Trident/6.0)                     |
| Windows RT        | ARM          | Mozilla/5.0 (compatible; MSIE 10.0; Windows NT 6.2; ARM; Trident/6.0) |

## Critiche

### Concorrenza sleale su Windows RT
Nel maggio 2012 gli sviluppatori di Mozilla Firefox, sostenuti in un secondo momento anche dagli sviluppatori di Google Chrome, hanno lamentato l'impossibilità per qualsiasi browser Web non Microsoft di competere alla pari con Windows Internet Explorer su Windows RT. In particolare, Asa Dotzler ha spiegato che Microsoft non offre su Windows RT la possibilità alle app di Windows Store di terze parti di accedere alle API Win32 nel modo diretto esclusivo di Windows Internet Explorer, privandole così della capacità di operare al di fuori dell'area protetta riservata all'ambiente nel linguaggio di design Microsoft gestita dalle API WinRT.
Microsoft ha replicato che la nuova architettura ARM «ha dei nuovi requisiti per la sicurezza e per la gestione del risparmio energetico», e che Windows RT «non è più Windows».

### SegnaleDo Not Track
A partire da Internet Explorer 10 Release Preview, il segnale Do Not Track (DNT) viene inviato ai siti Web per impostazione predefinita per garantire un maggiore rispetto della privacy dell'utente. Per disattivare l'impostazione, l'utente deve andare manualmente nelle impostazioni del browser.
Roy Fielding, uno sviluppatore del server Apache, ha imposto nel codice di Apache di ignorare deliberatamente il segnale Do Not Track fornito da Internet Explorer 10, accusando Microsoft di «deliberato abuso di standard aperti»:
(Roy Fielding, 6 settembre 2012)

### Vulnerabilità
Qualche giorno dopo la pubblicazione di Windows 8, la società di sicurezza informatica VUPEN Security ha annunciato di aver scoperto delle vulnerabilità zero-day in Internet Explorer 10, e di aver sviluppato un exploit in grado di eludere tutte le funzioni di protezione dai malware incluse in Windows 8, in particolare la funzione Address space layout randomization (ASLR), Protezione esecuzione programmi (DEP), la protezione anti-ROP e la modalità protetta di Internet Explorer.